# Kriwe

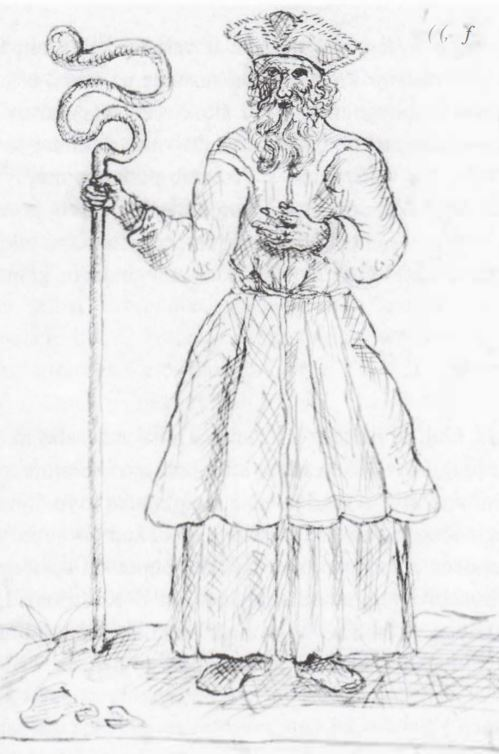
Mężczyzna trzymający krywulę na rysunku Mateusza Pretoriusza

Kriwe, krewe, krywe – pogański kapłan na Litwie i w Prusach w okresie przedchrześcijańskim. Prawdopodobnie nazwę tę stosowano wśród wszystkich pogańskich Bałtów. W oryginale określenie krewe-krewejto (Crywo Cyrwaito) mogło pochodzić od nazwy atrybutu kapłana – krywuły. Najstarsze znane źródło, w którym występuje ten termin, to trzynastowieczna kronika Piotra z Dusburga.

## W źródłach pisanych
Pierwsza wzmianka o kriwe pochodzi z Chronicon terrae Prussiae autorstwa Piotra z Dusburga. Według niego miał on być rezydentem Romowe, który cieszył się posłuchem równym papieżowi oraz czcią wśród królów, możnych i ludu, a także kierował plemionami pruskimi oraz Litwinami. Jego zadaniem było utrzymywanie świętego ognia oraz objawianie woli zmarłych. Odpowiadał również za palenie stanowiących trzecią część łupów ofiar dla bóstw. Posłowie z laską przekazaną od kriwego mieli również cieszyć się wielką czcią. Według Piotra z Dusburga Romowe miało znajdować się w pruskiej Nadrowii, jednak późniejsi kronikarze lokalizowali je na terenach Litwy, tym samym włączając postać kriwego w krąg religii litewskiej i łotewskiej.
W swoich Rocznikach czyli kronikach sławnego Królestwa Polskiego Jan Długosz krywem nazywał najwyższego kapłana Prusów i Litwinów rezydującego w Romowe. Według Długosza okoliczne plemiona musiały wykonywać rozkazy krywego pod groźbą śmierci. Długosz uważał, że aktywność kriwego i innych kapłanów pogańskich zainspirowała Prusów do zabicia świętego Wojciecha.
Późniejsi autorzy zaczęli nazywać kriwego mianem krewe-krewejto; przedstawienia tej postaci zaczęły robić się coraz barwniejsze i zbudowały wokół niej legendę pogańskiego papieża. Według Szymona Grunaua kriwe miał objawiać ludziom wolę bogów, nadzorować święty dąb i przy pomocy wajdelotów organizować życie religijne Prus.
Postać kriwe kriwejto opisuje również w swojej kronice Maciej Stryjkowski. Uznaje go on za najwyższego pogańskiego kapłana, biskupa pogańskiego oraz pogańskiego papieża Prus i Litwy, ponadto przypisuje mu szereg paranormalnych zdolności, np. wróżbiarstwo. 
Według Józefa Ignacego Kraszewskiego kriwe odpowiadał za tłumaczenie woli bogów, a pośrednio także za stanowienie prawa, wypowiadanie wojny itp. Nowy kriwe miał obejmować stanowisko po samospaleniu poprzednika. Chronologiczną listę kriwów stworzyli Teodor Narbutt i Mateusz Pretoriusz – obie listy różnią się między sobą, jednak według obu jako pierwsi pruskimi kriwami mieli być Wajdewutas i Bruten, a ostatnim miał być ochrzczony w 1265 roku przez krzyżaków Aleps. Kolejni krewowie nie są już łączeni z terenem Prus, ale z Litwą. Jednym z półlegendarnych litewskich kriwów miał być Lizdejko, znany z legendy o żelaznym wilku. Teodor Narbutt powołując się na odkrytą przez siebie kronikę stwierdził, iż ostatni kriwe zmarł w 1414 roku na Żmudzi. Prace Narbutta są jednak odrzucane przez większość historyków, ze względu na fałszerstwa źródeł historycznych, jakich się dopuszczał.
Według części historyków kriwe na Litwie mógł rezydować w pogańskiej świątyni na terenie Doliny Szwentoroga, na której gruzach znajduje się obecnie wileńska katedra.

## Interpretacje
W epoce romantyzmu kriwe był uznawany za papieża pogańskiego, najwyższego pogańskiego kapłana, bliskiego doradcę wielkiego księcia litewskiego, wręcz uznawany za świętego. W odautorskich przypisach do Grażyny Adam Mickiewicz pisał, jakoby u Litwinów rząd był niegdyś po części teokracki i pełen wpływu kapłanów, na których czele stał Kriwe Kriwejto (drugi człon według kronikarzy miał odnosić się do greckiego kyrios), który mieszkał w Romowe i tam odbierał ofiary oraz rozsyłał po kraju wajdelotów wyposażonych w laskę na znak pełnomocnictwa. Późniejsi badacze przyjęli bardziej krytyczną postawę wobec tego zagadnienia – na przykład Aleksander Brückner odrzucił historyczność kriwego uważając, że nazwę kapłana wzięto od kapłańskiej laski zwanej krzywulą, a relacje Piotra z Dusburga i innych kronikarzy pełne są przesady. Henryk Łowmiański uznawał zaś kriwego za postać historyczną, której uprawnienia zostały wyolbrzymione przez kronikarzy (miały się one ograniczać do zwoływania zebrań i funkcji reprezentacyjnych). Inni badacze z przełomu XIX i XX wieku sugerowali również, że nieznający pruskiego Piotr z Dusburga mógł wziąć imię wlasne pruskiego kapłana za nazwę jego funkcji. Współczesny angielski historyk Stephen Christopher Rowell w swojej monografii wyraził pogląd, że opis kriwego w kronice Piotra z Dusburga jest jedynie sugestywnym przykładem, który ma budować wizerunek religii pogańskiej jako kontr-kościoła - przeciwieństwa chrześcijaństwa.
Współcześnie w historiografii dominuje pogląd uznający historyczność istnienia kriwego. Za pruskiego arcykapłana odgrywającego wyjątkową rolę w życiu społecznym i religijnym uznał go Władimir Toporow. Za mniej lub bardziej historyczną postać uznali kriwego Gintaras Beresnevičius i Norbertas Vėlius; zdaniem tego pierwszego kriwe posiadał autorytet sakralny, a w Romowe znajdowała się wyrocznia, w której rezydował kapłan uznawany przez okoliczne plemiona za objawiciela boskiej woli

## Nawiązania
- Urząd kriwego został reaktywowany w 2002 przez społeczność rodzimowierców bałtyjskich na Litwie, zrzeszonych w związku wyznaniowym Romuva. Jako pierwszy funkcję tę pełnił Jonas Trinkūnas[16], zaś w 2015 roku funkcję tę objęła Inija Trinkūnienė[17].
- Postać guślarza Krywego pojawia się w polskim serialu Korona Królów[18] i Królowie[19]. Grał go Lech Dyblik[20].
- Postać kriwego wzmiankowana jest w łotewskim eposie narodowym Lāčplēsis[21].
- W swojej Grażynie Adam Mickiewicz pisał: „A tak lubi władać, by jego poseł, jak Krywejty goniec, książąt podwyższał albo zmuszał spadać!…”. Słowa te wypowiadał krytkujący butę księcia Witolda książę Litawor, który mówił do swojego sługi Rymwida[12]

## Galeria

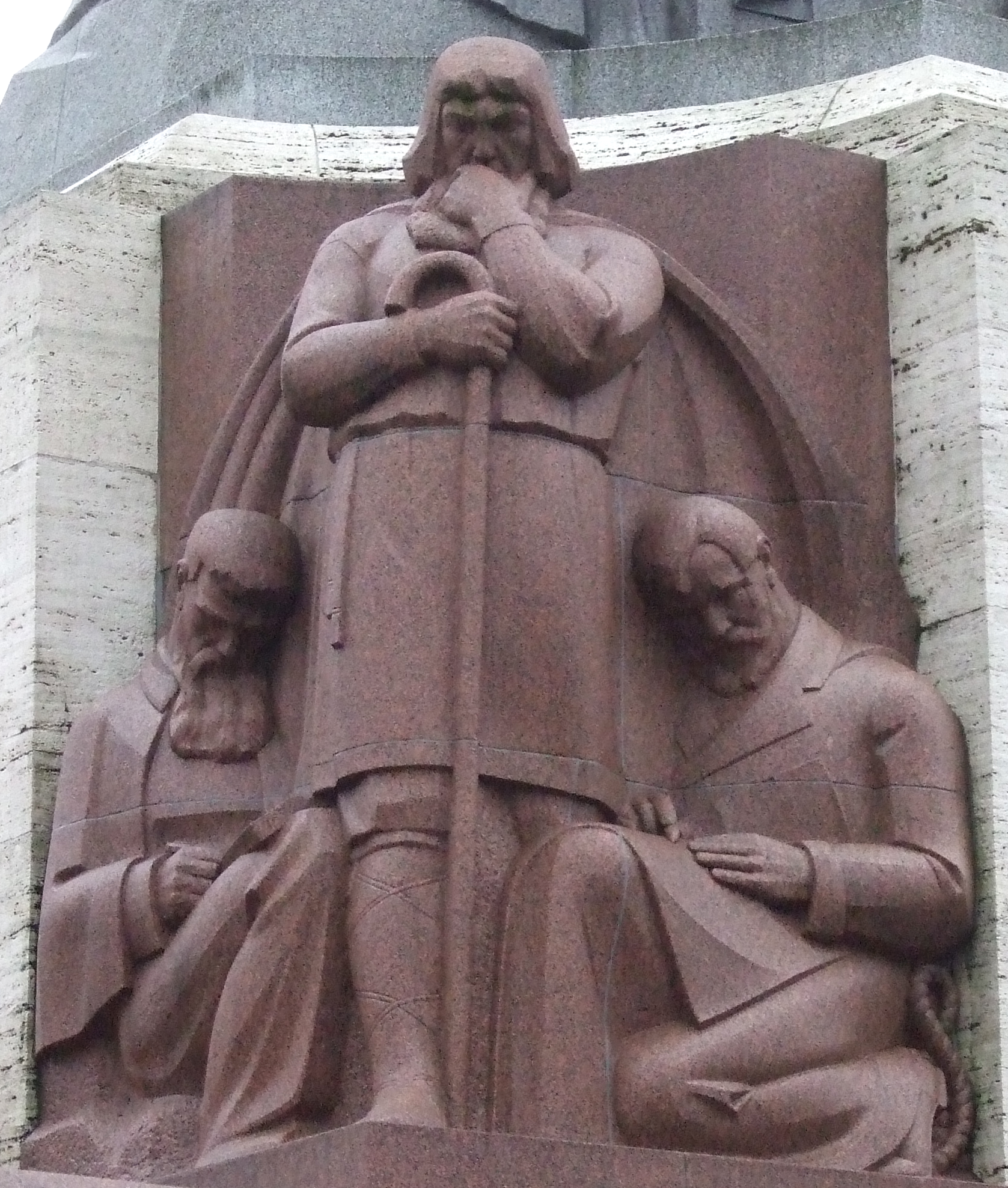
Kriwe z krywulą na Pomniku Wolności w Rydze
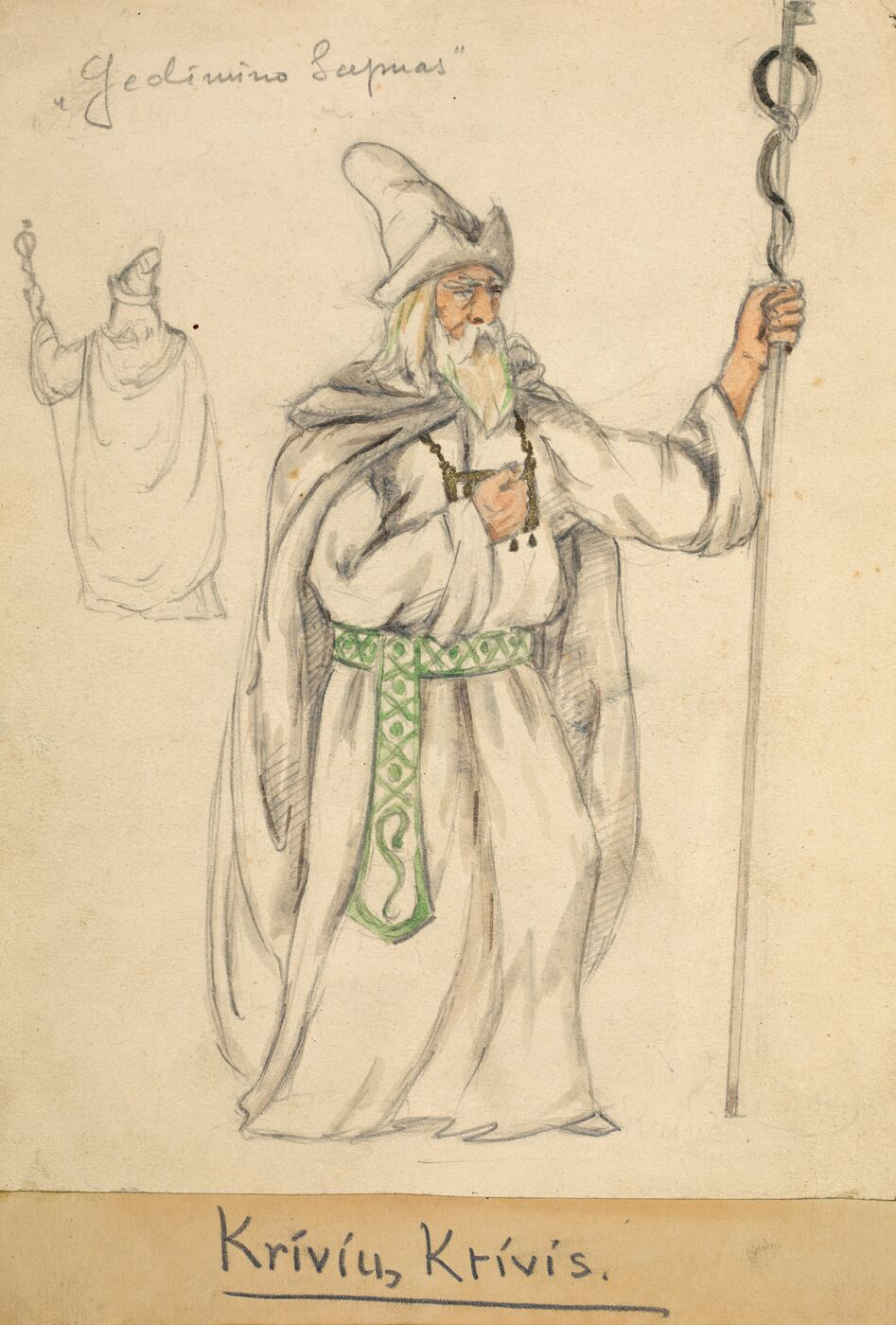
Szkic kostiumu kriwego do spektaklu Gedimino sapnas
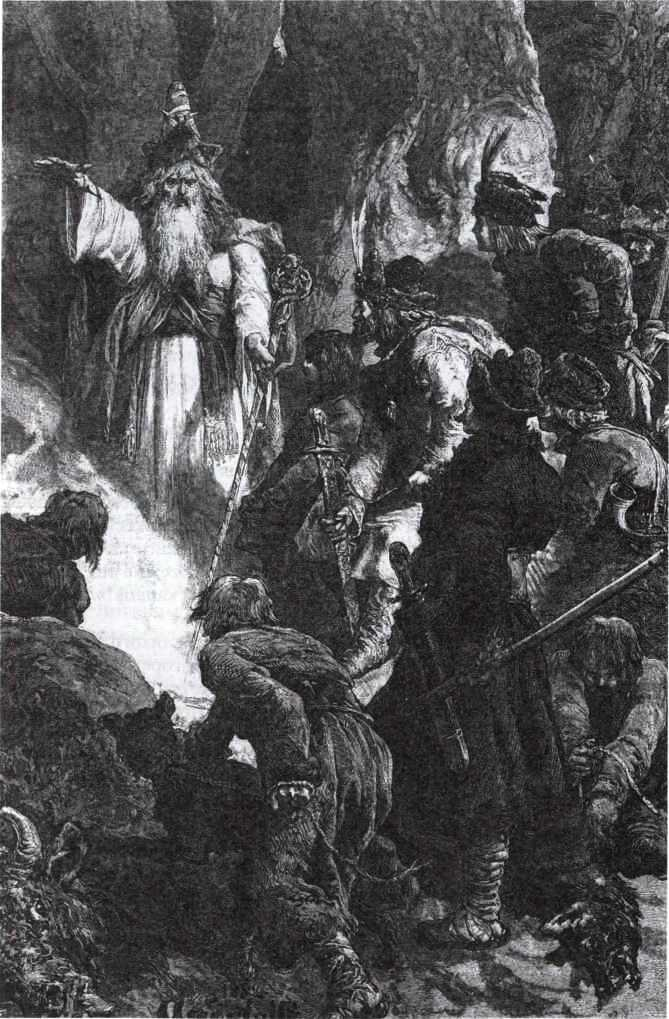
Obraz przedstawiający kriwego Lizdejkę i wielkiego księcia Giedymina
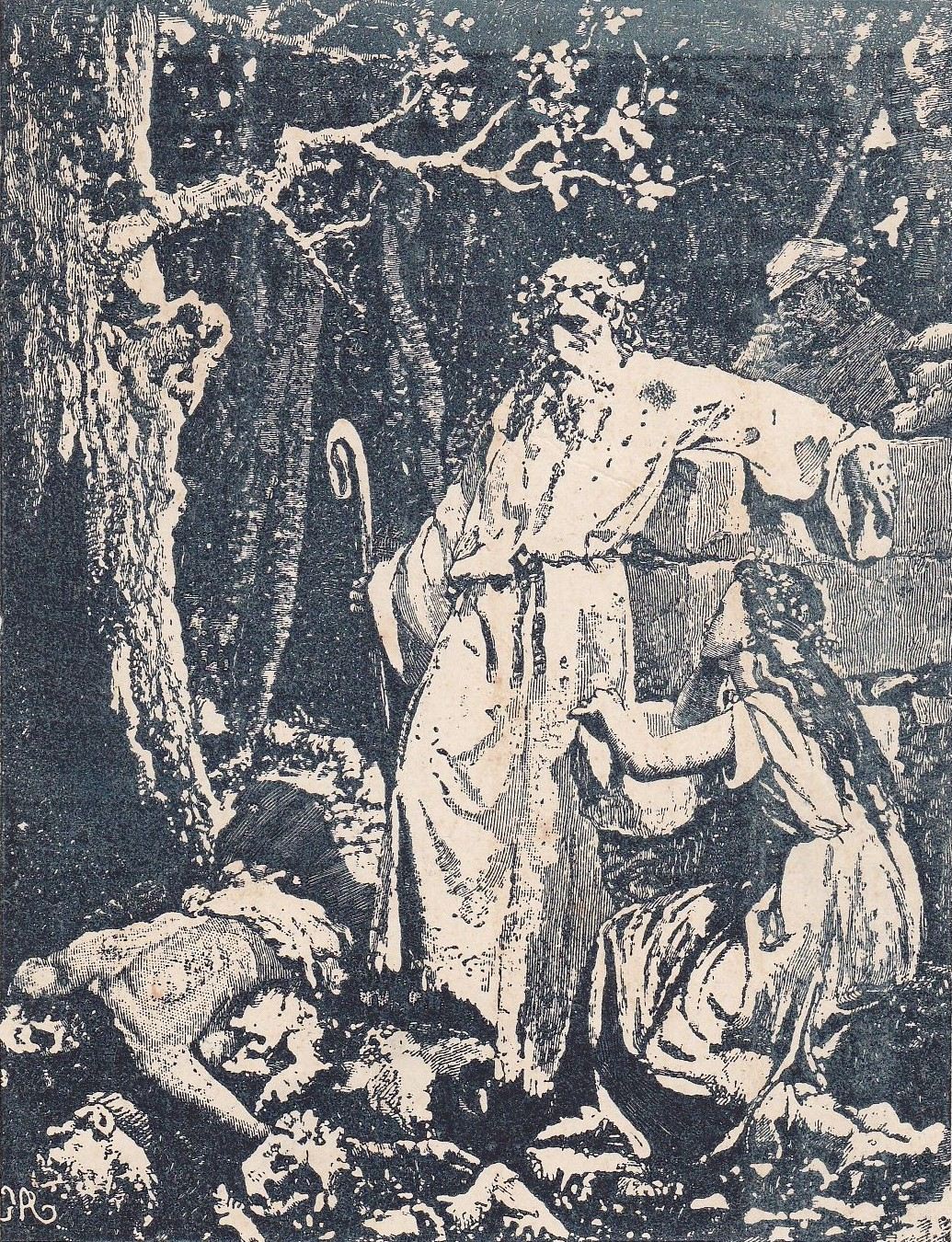
Lizdejko z córką Pojatą na gruzach świątyni Perkuna według Kazimierza Alchimowicza